# Klaus von Klitzing

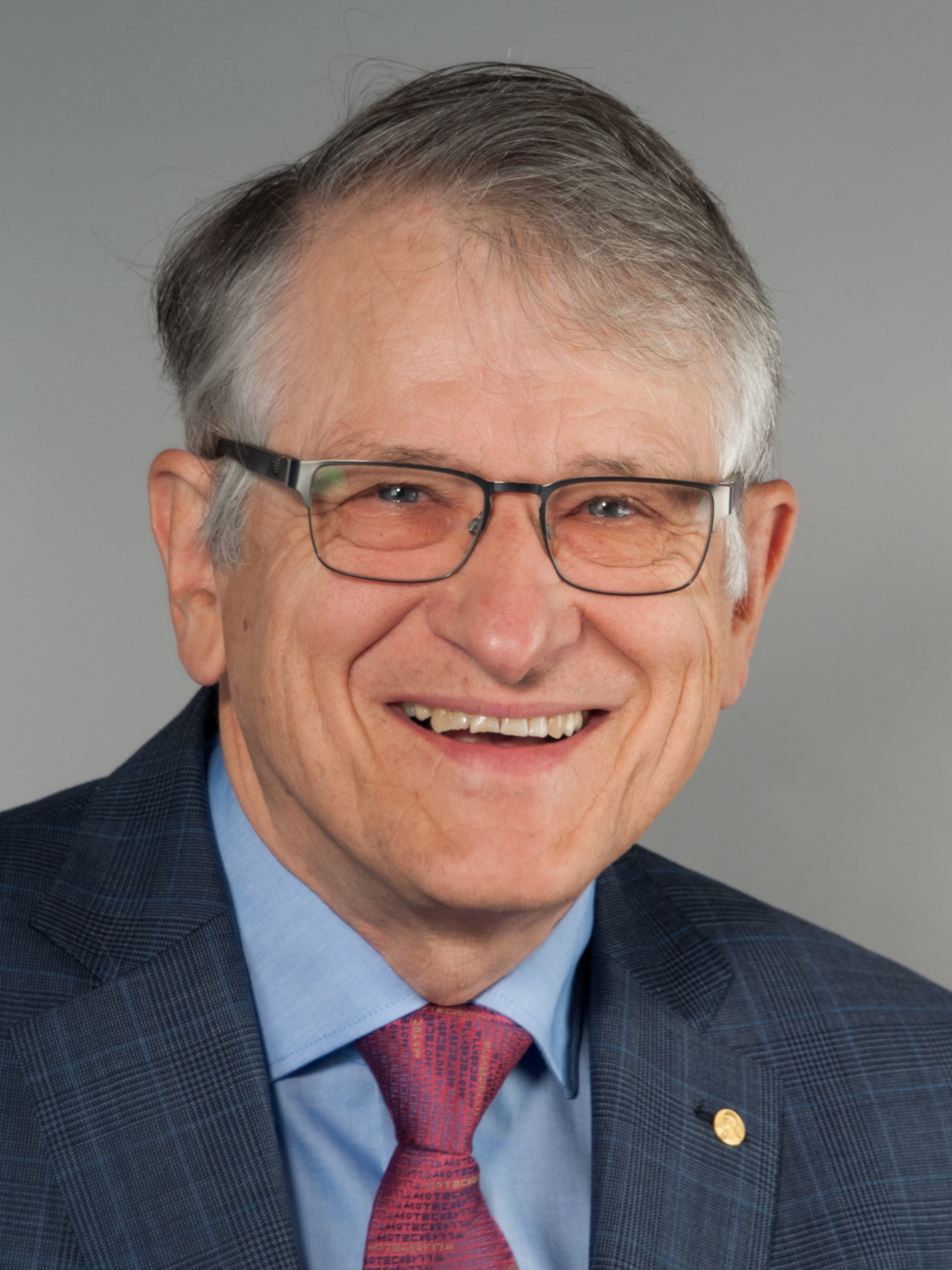
Klaus von Klitzing, 2015

Klaus-Olaf von Klitzing (* 28. Juni 1943 in Schroda, Reichsgau Wartheland) ist ein deutscher Physiker und Hochschullehrer. Er erhielt 1985 den Nobelpreis für Physik „für die Entdeckung des quantisierten Hall-Effekts“ im Grenobler Hochfeld-Magnetlabor am 5. Februar 1980.

## Familie
Klaus von Klitzing, geboren im Kreis Posen, ist evangelisch und entstammt dem alten mittelmärkischen Adelsgeschlecht Klitzing, das im Jahr 1265 erstmals urkundlich erwähnt wurde, und ist der Sohn von Bogislav von Klitzing (* 1907), Oberforstmeister der Landwirtschaftskammer, und Anny von Klitzing, geborene Ulbrich (* 1913).
Sein Großvater war der Posener Generallandschaftsdirektor Bogislav von Klitzing, Mitglied des Preußischen Herrenhauses.
Im Jahr 1971 heiratete Klaus von Klitzing Renate Falkenberg. Aus der Ehe gingen die Kinder Andreas und Christine hervor.

## Leben
Als Heimatvertriebener kam von Klitzing mit seiner Familie im Jahr 1945 nach Lutten (Landkreis Vechta). Von 1948 bis 1951 lebte die Familie in Oldenburg, wo er 1949 in die Schule Brüderstraße eingeschult wurde. 1951 zog die Familie nach Essen (Landkreis Cloppenburg), wo sie bis 1968 im Obergeschoss des Rathauses lebte. Sein Abitur legte von Klitzing im Februar 1962 am Artland-Gymnasium Quakenbrück (Landkreis Osnabrück) ab.
Hiernach studierte von Klitzing Physik an der Technischen Universität Braunschweig. Das Studium schloss er im März 1969 mit dem Diplom ab (Diplomarbeit bei Franz-Rudolf Keßler). Bis November 1980 war er bei Gottfried Landwehr an der Julius-Maximilians-Universität Würzburg tätig. Dort schrieb er bis 1972 seine Doktorarbeit zum Thema Galvanomagnetische Eigenschaften von Tellur in starken Magnetfeldern und wurde zum Dr. rer. nat. promoviert; 1978 folgte in Würzburg auch die Habilitation.
Zu Forschungsarbeiten war er 1975 bis 1976 am Clarendon Laboratory in Oxford und 1979 bis 1980 am Hochfeld-Magnetlabor in Grenoble tätig, wo er mit der Quantisierung des Hallwiderstandes zweidimensionaler Systeme die entscheidende Entdeckung für den Quanten-Hall-Effekt machte.
Im Jahr 1980 berief die Technische Universität München von Klitzing auf eine Professur für Festkörperphysik. Bis 1985 lebte er in Ismaning. Im Januar 1985 wurde er Mitglied des Direktoren-Kollegiums am Max-Planck-Institut für Festkörperforschung in Stuttgart. Im selben Jahr ernannte ihn die Universität Stuttgart zum Honorarprofessor. Seit 2018 ist er Direktor emeritus des MPI.
Seit 1996 ist er Mitglied der Deutschen Akademie der Naturforscher Leopoldina, die seit 2008 Nationale Akademie der Wissenschaften ist.
Von Klitzing ist Jury-Mitglied des Innovationspreises der deutschen Wirtschaft. Außerdem ist er Namensgeber und Jury-Mitglied des Klaus-von-Klitzing-Preises, eines Förderpreises für engagierte Lehrer naturwissenschaftlicher Fächer, der von der Carl von Ossietzky Universität Oldenburg und der EWE Stiftung in Kooperation vergeben wird.
Klaus von Klitzing ist ein leidenschaftlicher Werber für die Grundlagenforschung und versucht immer wieder Neugier und Begeisterung für die Physik zu wecken. Er ist Mitglied zahlreicher wissenschaftlicher Akademien in mehreren Ländern und Inhaber von Ehrendoktortiteln an Universitäten in neun Nationen.

## Nobelpreis
Klaus von Klitzing erhielt 1985 für seine Entdeckung des Quanten-Hall-Effektes den ungeteilten Nobelpreis für Physik. Die entscheidende Messung gelang in der Nacht zum 5. Februar 1980 und brachte die Erkenntnis, dass die gemessenen Hall-Widerstände ganzzahlige Teile einer Größe sind, die durch zwei Naturkonstanten (Planck-Konstante h und Elementarladung e) bestimmt ist und damit selber wieder eine universelle Naturkonstante ist. Da sie die Dimension eines elektrischen Widerstandes besitzt, hat man seither mit der Von-Klitzing-Konstante {\displaystyle R_{\mathrm {K} }=h/e^{2}} eine universelle Bezugsgröße für Widerstände, die überall auf der Welt gleich ist. 1990 wurde durch internationale Übereinkunft ein Standardwert Ω90 für die Realisierung der elektrischen Maßeinheit Ohm durch die Von-Klitzing-Konstante festgelegt. Seit der SI-Reform von 2019 werden das SI-Ohm und mittelbar alle elektromagnetischen Einheiten über die Von-Klitzing-Konstante definiert, darüber hinaus ermöglicht sie über die Kibble-Waage auch die Realisierung des Kilogramms. Der Quanten-Hall-Effekt war aber auch einer der Ausgangspunkte für die Nanoelektronik und die wissenschaftliche Erforschung der physikalischen Eigenschaften von Halbleitern weit unterhalb der Größenordnung damaliger Mikroelektronik.
In einem Interview 2016 brachte von Klitzing seinen Stolz über diese Entdeckung mit folgenden Worten zum Ausdruck: „Das Wichtigste für mich ist aber die Von-Klitzing-Konstante. Das bleibt, das ist unsterblich, und deshalb habe ich auch keine Angst vor dem Tod.“
Der Quanten-Hall-Effekt gilt als erste experimentell beobachtete topologische Phase in einem Festkörper und damit als Startpunkt vielfältiger Forschungsaktivitäten, beispielsweise zu topologischen Isolatoren.

## Schriften
- mit Gerhard Dorda, Michael Pepper New Method for High-Accuracy Determination of the Fine-Structure Constant Based on Quantized Hall Resistance, Phys. Rev. Letters, Band 45, 1980, S. 494–497, (Originalartikel zum Quanten-Hall-Effekt)
- Grenzen der Mikroelektronik: Quantenphänomene in mikrostrukturierten Halbleitern. 1. Aufl. Univ.-Verl., Jena 1995. Schriftenreihe Ernst-Abbe-Kolloquium Jena 11, ISBN 3-925978-47-X
- Klaus von Klitzing (Hrsg.): Aufbau der Arbeitsgrundlagen eines Reinraum-Labors für neuartige Bauelementstrukturen: Schlußbericht; Contract NT 2733. Max-Planck-Institut für Festkörperforschung, Stuttgart 1990.
- „Bewahrung und Darstellung der Einheit des elektrischen Widerstandes Ohm“. Exponat-Informationsblatt der Physikalisch-Technischen Bundesanstalt, Hannover Messe ’82, 21. April 1982
- Max Planck: Seine Konstante und unser neues Kilogramm, Vorträge in der Berlin-Brandenburgischen Akademie der Wissenschaften, in: Orden pour le Mérite für Wissenschaften und Künste – Reden und Gedenkworte, 45. Band, Wallstein Verlag, Göttingen, 2023, ISBN 978-3-8353-5274-2

## Ehrungen und Auszeichnungen (Auswahl)
- 1981 Walter-Schottky-Preis[7]
- 1982 Hewlett-Packard-Europhysics-Preis
- 1985 Nobelpreis für Physik
- 1985 Direktorat auf Lebenszeit am Max-Planck-Institut für Festkörperforschung
- 1986 Großes Verdienstkreuz mit Stern und Schulterband der Bundesrepublik Deutschland
- 1986 Verdienstmedaille des Landes Baden-Württemberg
- 1988 Ehrendoktorwürde der Technischen Universität Karl-Marx-Stadt[8]
- 1988 Bayerischer Maximiliansorden für Wissenschaft und Kunst
- 1988 Dirac Medal
- 1990 Mitglied der National Academy of Sciences
- 1994 Auswärtiges Mitglied der Russischen Akademie der Wissenschaften
- 1995 Ordentliches Mitglied der Heidelberger Akademie der Wissenschaften
- 1998 Fellow der American Physical Society
- 2000 Ehrenmitglied der Deutschen Physikalischen Gesellschaft
- 2003 Auswärtiges Mitglied der Royal Society
- 2005 Carl-Friedrich-Gauß-Medaille der Braunschweigischen Wissenschaftlichen Gesellschaft
- 2006 Ehrendoktorwürde der Universität Oldenburg
- 2007 Mitglied der Chinesischen Akademie der Wissenschaften
- 2007 Mitglied der Päpstlichen Akademie der Wissenschaften
- 2007 Korrespondierendes Mitglied der Österreichischen Akademie der Wissenschaften
- 2009 Österreichisches Ehrenzeichen für Wissenschaft und Kunst
- 2012 TUM Distinguished Affiliated Professor an der Technischen Universität München
- 2019 Orden Pour le Mérite für Wissenschaften und Künste
- In Quakenbrück und Essen (Oldenburg) ist jeweils eine Professor-von-Klitzing-Straße nach ihm benannt, in Landau in der Pfalz die Klaus-von-Klitzing-Straße und in Bersenbrück (Niedersachsen) die Von-Klitzing-Straße.